# Jehan Daruvala
Jehan Daruvala (Bombay, India; 1 de octubre de 1998) es un piloto de automovilismo indio. Ha sido subcampeón de la Toyota Racing Series en 2016, y tercero en el Campeonato de Fórmula 3 de la FIA en 2019 y de la F3 Asiática en 2021. Fue miembro del Equipo Júnior de Red Bull, y desde 2020 compitió en el Campeonato de Fórmula 2 de la FIA, obteniendo cuatro victorias y 18 podios hasta 2023.
Después de ser piloto reserva de la escudería Mahindra Racing en Fórmula E, en 2023-24 fue piloto titular del equipo Maserati MSG Racing.

## Carrera

### Inicios
Daruvala comenzó en el karting a los trece años en 2011, ganando títulos en Asia y Europa. Fue entrenado por Rayomand Banajee, quien reconoció su talento desde el principio y contribuyó a sentar las bases de su futuro éxito.

### Fórmula Renault 2.0
En 2015, Jehan se graduó a las carreras de monoplazas con Fortec Motorsport en los campeonatos de Fórmula Renault. Obtuvo el quinto lugar en la Copa de Europa del Norte de Fórmula Renault 2.0 y participó como invitado en la Eurocopa y Fórmula Renault 2.0 Alpes.
Al año siguiente, pasó al equipo Josef Kaufmann Racing y obtuvo su primera pole position en Monza. En Hungaroring logró su primera victoria de la temporada para finalizar cuarto en el Campeonato de Pilotos con 223 puntos.

### Campeonato Europeo de Fórmula 3 de la FIA
En noviembre de 2016, Daruvala pasó al Campeonato Europeo de Fórmula 3 de la FIA para disputar la temporada 2017. Firmó contrato con Carlin el mes siguiente.

#### 2017
Para su primer año en el campeonato, el indio obtuvo una pole position y una victoria en tres podios, para poder finalizar sexto en el Campeonato de Pilotos con 191 unidades.

#### 2018
Siguió con Carlin en 2018. Obtuvo una victoria en cinco podios, una pole y una vuelta rápida. Finalizó décimo en el campeonato con 136.5 unidades.

### GP3 Series

#### 2018
En 2018, Daruvala reemplazó al finlandés Niko Kari en el equipo MP Motorsport en la última ronda de GP3 Series en Yas Marina, donde finalizó decimonoveno y decimotercero respectivamente.

### Campeonato de Fórmula 3 de la FIA
A finales de 2018, Daruvala fue confirmado para competir en el nuevo campeonato llamado Campeonato de Fórmula 3 de la FIA con el equipo PREMA Racing, teniendo de compañeros a Marcus Armstrong y Robert Shwartzman.

#### 2019

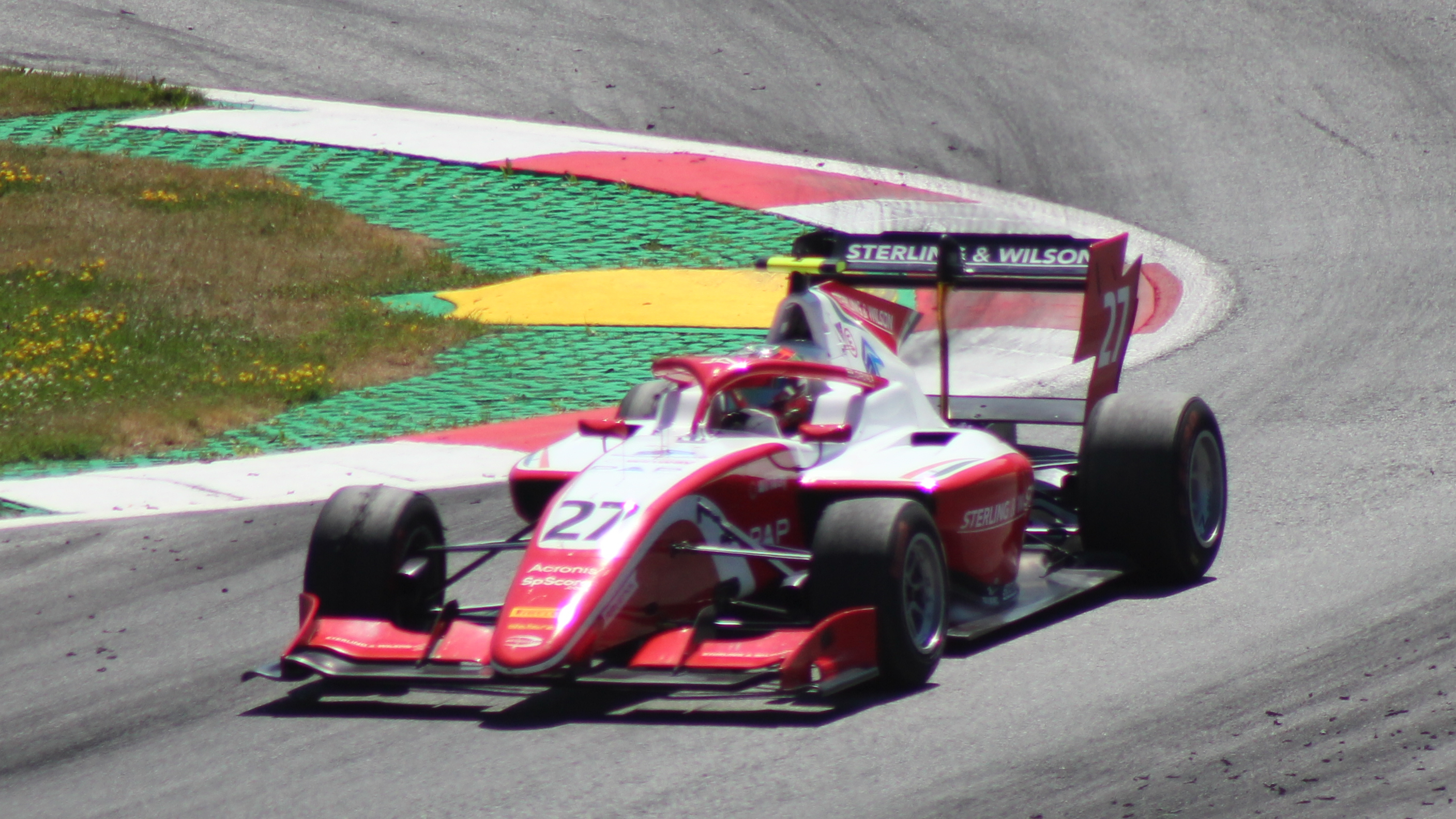
Daruvala durante la ronda de Spielberg de Fórmula 3 2019.

En la ronda de Barcelona, Daruvala logró el séptimo lugar en la carrera 1 para empezar segundo en la carrera 2, en la cual obtuvo su primera victoria en la categoría liderando de principio a fin, con vuelta rápida incluida. En Le Castellet, vuelve a la victoria en la primera carrera, seguido de su compañero Robert Shwartzman, obteniendo así el 1-2 para Prema, en la segunda carrera finalizó tercero, siendo Shwartzman el ganador. Finalizó cuarto en la carrera 1 de la ronda de Austria en Spielberg, y segundo en la carrera 2. Volvió a finalizar segundo en la carrera 1 de Silverstone delante de su otro compañero, Marcus Armstrong, mientras que en la carrera 2 finalizó vigesimoctavo luego de provocar una colisión con el brasileño Pedro Piquet en las últimas vueltas. Finalizó nuevamente fuera de los puntos en la primera carrera de Budapest con un undécimo lugar, y en la segunda carrera obtuvo 2 puntos para el campeonato con un séptimo lugar. En la ronda de Spa perdió la primera carrera contra Piquet y Shwartzman tras salir desde su primera pole position, mientras que en la segunda carrera finalizó quinto, logrando un total de 25 puntos en ambas carreras. Tras la ronda de Monza en la que finalizó segundo y decimotercero respectivamente, llegó a la ronda de Sochi segundo en el campeonato. En la primera carrera finalizó quinto y decimoquinto sin puntos en la segunda, perdiendo el subcampeonato contra su compañero Armstrong por un punto. Finalmente terminó tercero en el Campeonato de Pilotos con 157 unidades, detrás de sus compañeros en Prema, Robert Shwartzman y Marcus Armstrong.

### Campeonato de Fórmula 2 de la FIA
En febrero de 2020, Jehan fue confirmado para competir en el Campeonato de Fórmula 2 de la FIA con la escudería Carlin Motorsport junto Yuki Tsunoda.

## Resumen de carrera
| Temporada | Categoría                                       | Equipo                | Carreras | Victorias | Poles | VR | Podios | Puntos | Pos. |
| --------- | ----------------------------------------------- | --------------------- | -------- | --------- | ----- | -- | ------ | ------ | ---- |
| 2015      | Copa de Europa del Norte de Fórmula Renault 2.0 | Fortec Motorsport     | 16       | 0         | 0     | 1  | 3      | 194.5  | 5.º  |
| 2015      | Fórmula Renault 2.0 Alpes                       | Fortec Motorsport     | 7        | 0         | 1     | 0  | 2      | 0      | NC†  |
| 2015      | Eurocopa de Fórmula Renault 2.0                 | Fortec Motorsport     | 7        | 0         | 0     | 0  | 0      | 0      | NC†  |
| 2016      | Eurocopa de Fórmula Renault 2.0                 | Josef Kaufmann Racing | 15       | 0         | 1     | 0  | 1      | 62     | 9.º  |
| 2016      | Copa de Europa del Norte de Fórmula Renault 2.0 | Josef Kaufmann Racing | 15       | 1         | 1     | 1  | 5      | 223    | 4.º  |
| 2016      | Toyota Racing Series                            | M2 Competition        | 15       | 3         | 1     | 3  | 6      | 789    | 2.º  |
| 2017      | Campeonato Europeo de Fórmula 3 de la FIA       | Carlin                | 30       | 1         | 1     | 0  | 3      | 191    | 6.º  |
| 2017      | Gran Premio de Macao                            | Carlin                | 1        | 0         | 0     | 0  | 0      | N/A    | 10.º |
| 2017      | Toyota Racing Series                            | M2 Competition        | 15       | 2         | 5     | 2  | 9      | 781    | 5.º  |
| 2018      | Campeonato Europeo de Fórmula 3 de la FIA       | Carlin                | 30       | 1         | 1     | 1  | 5      | 136.5  | 10.º |
| 2018      | Gran Premio de Macao                            | Carlin                | 1        | 0         | 0     | 0  | 0      | N/A    | 12.º |
| 2018      | GP3 Series                                      | MP Motorsport         | 2        | 0         | 0     | 0  | 0      | 0      | 26.º |
| 2019      | Campeonato de Fórmula 3 de la FIA               | PREMA Racing          | 16       | 2         | 1     | 2  | 7      | 157    | 3.º  |
| 2020      | Campeonato de Fórmula 2 de la FIA               | Carlin                | 24       | 1         | 0     | 0  | 2      | 72     | 12.º |
| 2021      | Campeonato Asiático de F3                       | Mumbai Falcons        | 15       | 3         | 3     | 2  | 8      | 192    | 3.º  |
| 2021      | Campeonato de Fórmula 2 de la FIA               | Carlin                | 23       | 2         | 0     | 1  | 5      | 113    | 7.º  |
| 2022      | Campeonato de Fórmula 2 de la FIA               | PREMA Racing          | 28       | 1         | 0     | 2  | 8      | 126    | 7.º  |
| 2023      | Campeonato de Fórmula 2 de la FIA               | MP Motorsport         | 24       | 0         | 0     | 0  | 3      | 59     | 12.º |
| 2023-24   | Fórmula E                                       | Maserati MSG Racing   | 16       | 0         | 0     | 1  | 0      | 8      | 21.º |
| Fuente:   |                                                 |                       |          |           |       |    |        |        |      |

- † Daruvala fue piloto invitado, por lo tanto no fue apto para sumar puntos.

## Resultados

### Campeonato Europeo de Fórmula 3 de la FIA
(Clave) (negrita indica pole position) (cursiva indica vuelta rápida)

| Año      | Equipo | Motor      | 1         | 2       | 3        | 4        | 5       | 6        | 7        | 8       | 9        | 10       | 11        | 12      | 13      | 14      | 15       | 16      | 17       | 18       | 19      | 20        | 21       | 22        | 23       | 24       | 25       | 26        | 27      | 28        | 29      | 30        | Pos. | Puntos |
| -------- | ------ | ---------- | --------- | ------- | -------- | -------- | ------- | -------- | -------- | ------- | -------- | -------- | --------- | ------- | ------- | ------- | -------- | ------- | -------- | -------- | ------- | --------- | -------- | --------- | -------- | -------- | -------- | --------- | ------- | --------- | ------- | --------- | ---- | ------ |
| 2017     | Carlin | Volkswagen | SIL 1 10  | SIL 2 8 | SIL 3 6  | MNZ 1 2  | MNZ 2 8 | MNZ 3 9  | PAU 1 10 | PAU 2 9 | PAU 3 11 | HUN 1 3  | HUN 2 8   | HUN 3 9 | NOR 1 6 | NOR 2 4 | NOR 3 1  | SPA 1 4 | SPA 2 5  | SPA 3 5  | ZAN 1 9 | ZAN 2 16  | ZAN 3 14 | NÜR 1 6   | NÜR 2 10 | NÜR 3 5  | RBR 1 13 | RBR 2 5   | RBR 3 6 | HOC 1 5   | HOC 2 8 | HOC 3 20  | 6.º  | 191    |
| 2018     | Carlin | Volkswagen | PAU 1 Ret | PAU 2 6 | PAU 3 3‡ | HUN 1 13 | HUN 2 6 | HUN 3 11 | NOR 1 3  | NOR 2 6 | NOR 3 5  | ZAN 1 12 | ZAN 2 Ret | ZAN 3   | SPA 1   | SPA 2 3 | SPA 3 11 | SIL 1 9 | SIL 2 15 | SIL 3 12 | MIS 1 9 | MIS 2 Ret | MIS 3 9  | NÜR 1 Ret | NÜR 2 13 | NÜR 3 14 | RBR 1 10 | RBR 2 18† | RBR 3 7 | HOC 1 Ret | HOC 2 4 | HOC 3 Ret | 10.º | 136.5  |
| Fuentes: |        |            |           |         |          |          |         |          |          |         |          |          |           |         |         |         |          |         |          |          |         |           |          |           |          |          |          |           |         |           |         |           |      |        |

- ‡ Como no se completó el 75% de la carrera, se otorgaron la mitad de los puntos.
- † Daruvala no finalizó la carrera, pero se clasificó al completar el 90% de la distancia total.

### GP3 Series
(Clave) (negrita indica pole position) (cursiva indica vuelta rápida puntuable)

| Año  | Escudería     | 1   | 1   | 2   | 2   | 3   | 3   | 4   | 4   | 5   | 5   | 6   | 6   | 7   | 7   | 8   | 8   | 9   | 9   | Pos. | Puntos | Ref.   |
| ---- | ------------- | --- | --- | --- | --- | --- | --- | --- | --- | --- | --- | --- | --- | --- | --- | --- | --- | --- | --- | ---- | ------ | ------ |
| 2018 | MP Motorsport | BAR | BAR | LEC | LEC | SPI | SPI | SIL | SIL | BUD | BUD | SPA | SPA | MNZ | MNZ | SOC | SOC | YMC | YMC | 26.º | 0      | [ 25 ] |
| 2018 | MP Motorsport |     |     |     |     |     |     |     |     |     |     |     |     |     |     |     |     | 19  | 13  | 26.º | 0      | [ 25 ] |

### Campeonato de Fórmula 3 de la FIA
(Clave) (negrita indica pole position) (cursiva indica vuelta rápida puntuable)

| Año  | Escudería    | 1   | 1   | 2   | 2   | 3   | 3   | 4   | 4   | 5   | 5   | 6   | 6   | 7   | 7   | 8   | 8   | Pos. | Puntos | Ref.   |
| ---- | ------------ | --- | --- | --- | --- | --- | --- | --- | --- | --- | --- | --- | --- | --- | --- | --- | --- | ---- | ------ | ------ |
| 2019 | PREMA Racing | BAR | BAR | LEC | LEC | SPI | SPI | SIL | SIL | BUD | BUD | SPA | SPA | MNZ | MNZ | SOC | SOC | 3.º  | 157    | [ 21 ] |
| 2019 | PREMA Racing | 7   | 1   | 1   | 3   | 4   | 2   | 2   | 28† | 11  | 7   | 3   | 5   | 2   | 13  | 5   | 15  | 3.º  | 157    | [ 21 ] |

### Campeonato de Fórmula 2 de la FIA
(Clave) (negrita indica pole position) (cursiva indica vuelta rápida puntuable)

| Año  | Escudería | 1    | 1    | 2    | 2    | 3   | 3   | 4    | 4    | 5    | 5    | 6   | 6   | 7   | 7   | 8   | 8   | 9   | 9   | 10  | 10  | 11   | 11   | 12   | 12   | Pos. | Puntos | Ref.   |
| ---- | --------- | ---- | ---- | ---- | ---- | --- | --- | ---- | ---- | ---- | ---- | --- | --- | --- | --- | --- | --- | --- | --- | --- | --- | ---- | ---- | ---- | ---- | ---- | ------ | ------ |
| 2020 | Carlin    | SPI1 | SPI1 | SPI2 | SPI2 | BUD | BUD | SIL1 | SIL1 | SIL2 | SIL2 | BAR | BAR | SPA | SPA | MNZ | MNZ | MUG | MUG | SOC | SOC | SAK1 | SAK1 | SAK2 | SAK2 | 12.º | 72     | [ 26 ] |
| 2020 | Carlin    | 12   | 16   | 12   | 9    | 6   | 7   | 12   | 4    | 12   | 9    | 17  | 17  | 19  | 16  | 10  | 6   | 10  | 7   | 5   | 11  | 3    | Ret  | 7    | 1    | 12.º | 72     | [ 26 ] |

| Año  | Escudería | 1   | 1   | 1   | 2   | 2   | 2   | 3   | 3   | 3   | 4   | 4   | 4   | 5   | 5   | 5   | 6   | 6   | 6   | 7   | 7   | 7   | 8   | 8   | 8   | Pos. | Puntos | Ref.   |
| ---- | --------- | --- | --- | --- | --- | --- | --- | --- | --- | --- | --- | --- | --- | --- | --- | --- | --- | --- | --- | --- | --- | --- | --- | --- | --- | ---- | ------ | ------ |
| 2021 | Carlin    | SAK | SAK | SAK | MON | MON | MON | BAK | BAK | BAK | SIL | SIL | SIL | MNZ | MNZ | MNZ | SOC | SOC | SOC | YED | YED | YED | YMC | YMC | YMC | 7.º  | 113    | [ 27 ] |
| 2021 | Carlin    | 2   | 4   | 6   | 11  | 8   | Ret | 4   | 3   | 7   | 12  | 19  | 10  | 9   | 1   | 5   | 12  | C   | 3   | 10  | 14  | 11  | 1   | 7   | 11  | 7.º  | 113    | [ 27 ] |

| Año  | Escudería     | 1   | 1   | 2   | 2   | 3   | 3   | 4   | 4   | 5   | 5   | 6   | 6   | 7   | 7   | 8   | 8   | 9   | 9   | 10  | 10  | 11  | 11  | 12  | 12  | 13  | 13  | 14  | 14  | Pos. | Puntos | Ref.   |
| ---- | ------------- | --- | --- | --- | --- | --- | --- | --- | --- | --- | --- | --- | --- | --- | --- | --- | --- | --- | --- | --- | --- | --- | --- | --- | --- | --- | --- | --- | --- | ---- | ------ | ------ |
| 2022 | PREMA Racing  | SAK | SAK | YED | YED | IMO | IMO | BAR | BAR | MON | MON | BAK | BAK | SIL | SIL | SPI | SPI | LEC | LEC | BUD | BUD | SPA | SPA | ZAN | ZAN | MNZ | MNZ | YMC | YMC | 7.º  | 126    | [ 28 ] |
| 2022 | PREMA Racing  | 2   | 14  | 7   | 3   | 2   | 9   | 4   | Ret | 2   | 8   | 2   | 4   | 8   | 7   | 11  | 12  | 2   | 7   | 17  | 11  | DNS | 20  | 16  | 10  | 3   | 1   | Ret | 13  | 7.º  | 126    | [ 28 ] |
| 2023 | MP Motorsport | SAK | SAK | YED | YED | MEL | MEL | BAK | BAK | MON | MON | BAR | BAR | SPI | SPI | SIL | SIL | BUD | BUD | SPA | SPA | ZAN | ZAN | MNZ | MNZ | YMC | YMC |     |     | 12.º | 59     | [ 29 ] |
| 2023 | MP Motorsport | 6   | 17  | 3   | 3   | 17  | 6   | 14† | 14  | 2   | 13  | 19† | 14  | Ret | 10  | 11  | 6   | 5   | 11  | Ret | Ret | 10  | 17  | 18  | 7   |     |     |     |     | 12.º | 59     | [ 29 ] |

### Fórmula E
(Clave) (negrita indica pole position) (cursiva indica vuelta rápida puntuable)
| Año     | Escudería           | 1   | 1   | 2   | 2   | 3   | 4   | 5   | 5   | 6   | 7   | 7   | 8   | 8   | 9   | 9   | 10  | 10  | Pos. | Puntos | Ref.   |
| ------- | ------------------- | --- | --- | --- | --- | --- | --- | --- | --- | --- | --- | --- | --- | --- | --- | --- | --- | --- | ---- | ------ | ------ |
| 2023-24 | Maserati MSG Racing | MEX | MEX | DIR | DIR | SÃO | TOK | MIS | MIS | MON | BER | BER | SHA | SHA | PRT | PRT | LON | LON | 21.º | 8      | [ 30 ] |
| 2023-24 | Maserati MSG Racing | 16  | 16  | 20  | Ret | 15  | 17  | Ret | 9   | 18  | 17  | 7   | 19  | 17  | 16  | 12  | 18  | Ret | 21.º | 8      | [ 30 ] |